# Mustelus griseus
Mustelus griseus là một loài cá mập trong họ Triakidae, được tìm thấy trên thềm lục địa của tây bắc Thái Bình Dương, giữa vĩ độ 40 ° B và 11 ° B, từ bề mặt đến độ sâu 300 m. Nó có thể dài đến 1 m.

## Mô tả
Loài này phát triển đến chiều dài khoảng 87 cm với cá cái dài lên đến 100 cm. Đầu ngắn với một cái mõm thẳng, khá dài và cơ thể mảnh mai. Đôi mắt nhỏ và gần nhau. Miệng dài và rãnh môi hàm dưới dưới thường dài hơn so với rãnh môi hàm trên. Hàm răng chúng giống như răng hàm với đỉnh thấp. Khoảng cách giữa hai vây lưng chiếm khoảng 20% tổng chiều dài của cá. Bề mặt lưng và hai bên sườn có màu xám hoặc xám nâu và bề mặt bụng có màu nhạt hơn.

## Phân bố
Loài này được tìm thấy trong vùng biển khí hậu ôn đới và nhiệt đới Thái Bình Dương từ 40° B và 11° B, ngoài khơi bờ biển của Việt Nam, Nhật Bản, Trung Quốc và Đài Loan, và có thể là Philippines.